# Trotteria jigulensis
Trotteria jigulensis är en tvåvingeart som beskrevs av Fedotova 2007. Trotteria jigulensis ingår i släktet Trotteria och familjen gallmyggor. Inga underarter finns listade i Catalogue of Life.